# Cladonota clavaria
Cladonota clavaria är en insektsart som beskrevs av Leon Fairmaire. Cladonota clavaria ingår i släktet Cladonota och familjen hornstritar. Inga underarter finns listade i Catalogue of Life.